# WikiVet
WikiVet е уики сайт за ветеринарна медицина, който използва софтуерната платформа „МедияУики“. Той е съвместна инициатива между различни ветеринарни училища и съдържанието му обхваща цялата ветеринарна учебна програма. Той е част от образователната фондация WikiVet.
Пълният достъп до WikiVet изисква безплатна регистрация, която е достъпна за ветеринарни лекари, студенти по ветеринарна медицина и ветеринарни техници. С изключение на съдържанието, свързано конкретно с ветеринарната учебна програма, статиите са авторски на студенти или ветеринарни лекари и впоследствие се рецензират от специалисти по предмет.